# Graffignana
Graffignana is een gemeente in de Italiaanse provincie Lodi (regio Lombardije) en telt 2615 inwoners (31-12-2004). De oppervlakte bedraagt 10,7 km², de bevolkingsdichtheid is 252 inwoners per km².

## Demografie
Graffignana telt ongeveer 979 huishoudens. Het aantal inwoners daalde in de periode 1991-2001 met 1,2% volgens cijfers uit de tienjaarlijkse volkstellingen van ISTAT.
| Jaar | Inwoneraantal |
| ---- | ------------- |
| 1991 | 2553          |
| 2001 | 2523          |

## Geboren
- Luigi Carlo Borromeo (1893-1975), bisschop van Pesaro

## Geografie
Graffignana grenst aan de volgende gemeenten: Sant'Angelo Lodigiano, Villanova del Sillaro, Borghetto Lodigiano, San Colombano al Lambro (MI), Miradolo Terme (PV).